# 布里亚特人
布里亞特人（旧作 ，17–18 世纪称  或 ；英語： 或 ），清代作布里雅特（穆麟德轉寫：buriyat）、布拉特或布喇忒（穆麟德轉寫：burat），為蒙古語族群的一支，分布在俄羅斯东西伯利亚的貝加爾湖西、东两岸，安加拉河、色楞格河到鄂嫩河流域，以及蒙古国東方省的呼倫貝爾蘇木与中华人民共和国内蒙古自治区呼伦贝尔市鄂溫克族自治旗的锡尼河东、西两苏木，是東北亞人口較多的原住民。他们在俄羅斯聯邦中有自己的民族共和國，即布里亚特共和国，首府是烏蘭烏德。他们是当今分佈最北的蒙古語族群。
以贝加尔湖为界，沙俄时代的布里亞特人在地理上分為前、後貝加爾两部分：前貝加爾包括奥卡河下游、下乌金斯克周围、巴拉甘斯克周围、伊达河、阿拉里河、基托伊河、庫達河、通卡河、奥尔洪岛、上连斯克周围等地的布里亚特人；後貝加爾包括巴爾古津河、庫達拉河、扎卡姆纳等地的布里亚特人，奥纳河与阿加河等地的豁里部，以及色楞格河流域的喀尔喀部移民。布里亞特人和其他蒙古语族群享有近似的文化風俗，包括游牧、使用氈帳等。如今，俄罗斯大多數的布里亞特人居住在布里亞特共和國的首都烏蘭烏德，中国呼伦贝尔的布里亚特人称为锡尼河布里亚特。

## 民族分布、人口及語言

### 民族分布
總人數約有五十多萬人，其中大多數分布在西伯利亞地區，主要為布里亞特共和國。另有超過10萬布里亞特人在蒙古與中國大陸境內。是蒙古高原北部地區的主要群體。

### 布里亞特共和國
布里亞特共和國位於西伯利亞聯邦區和東西伯利亞經濟區。南鄰蒙古國，西鄰圖瓦共和國，北部與西北部與伊爾庫茨克州接壤，東鄰後貝加爾邊疆區。
人口為97.6萬人（2021年），民族主要有布里亞特人（佔33%）、俄羅斯人（佔63%）、烏克蘭人、韃靼人等。
官方語言為俄語和布里亞特語。面積351,300平方公里。該地區首府為烏蘭烏德，重要城市有恰克圖等。

### 語言
布里亞特語使用者居住在蒙古北部邊境的俄羅斯，是布里亞特共和國、乌斯季-奥尔登斯基布里亚特区和阿加布里亞特區的官方語言。
在國際語種裡，布里亞特語被視為大語言。使用布里亞特語的人口總數大約有59萬人（2004年統計），包含俄羅斯有368,807人（2002年的普查，其中在布里亞特的有23萬1千人），在中國大陸大約有1萬人，而蒙古有6萬6千人左右。
就語音學而言布里亞特語存在有母音和諧的特性（在標準語而言為顎音及唇音）。

## 身處生態

### 地理環境
多處為典型山地地形，平原少，海拔500至700公尺。擁有聞名世界的大湖貝加爾湖。
共和國內水域系統發達，許多河流流入貝加爾湖。重要的河流有色楞格河和巴爾古津河。4/5的國土被森林覆蓋，南部是草原和半森林半草原地帶。樹木種類主要是紅松和冷杉林。

### 氣候
分布區域多為明顯的溫帶大陸性氣候，年降水量不足500公釐。冬季長且寒冷，無風少雪，夏季短而暖溫。
夏季溫度於14℃至22℃之間，冬季在零下18℃至零下28℃之間。早期霜凍一般在八月下旬來臨，平均年降雨量為300公釐左右，植物生長期約為90天至155天。在此氣候條件下，多年生耐寒植物品種多樣。

## 族羣歷史

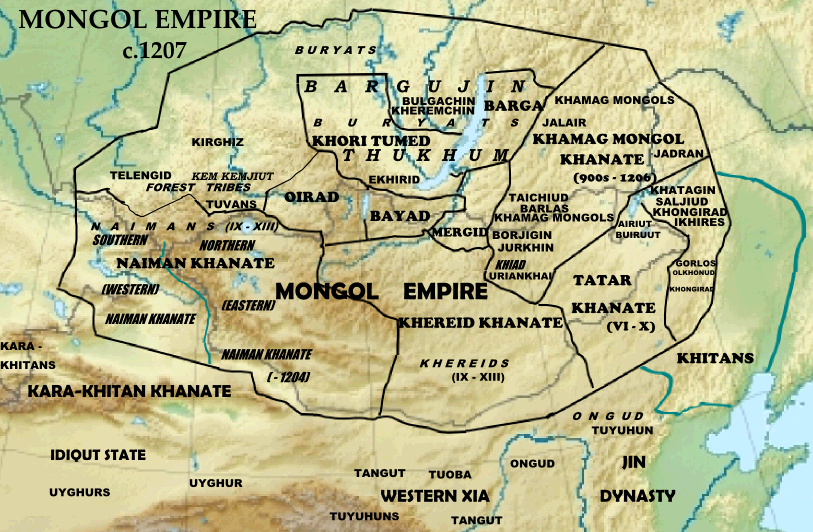
1207年蒙古帝國時期包括布里亞特在內的諸部族範圍

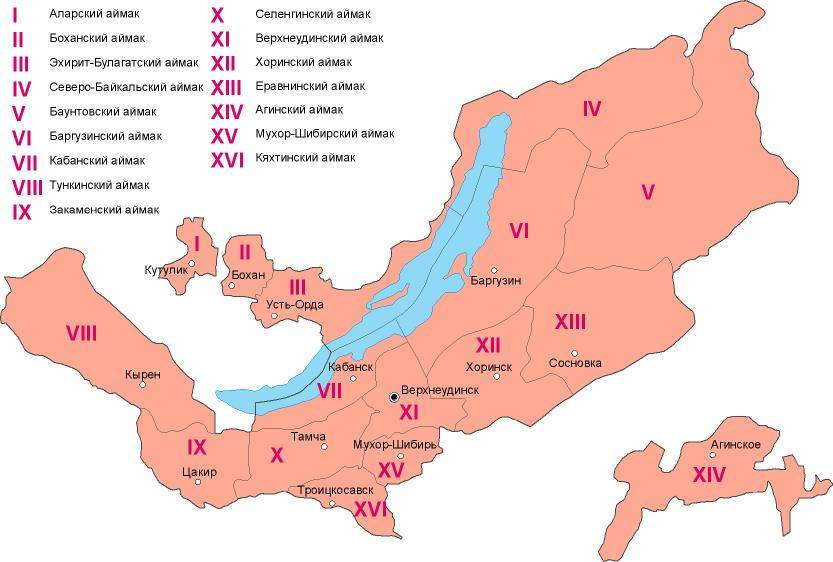
1925年的布里亞特蘇維埃社會主義自治共和國

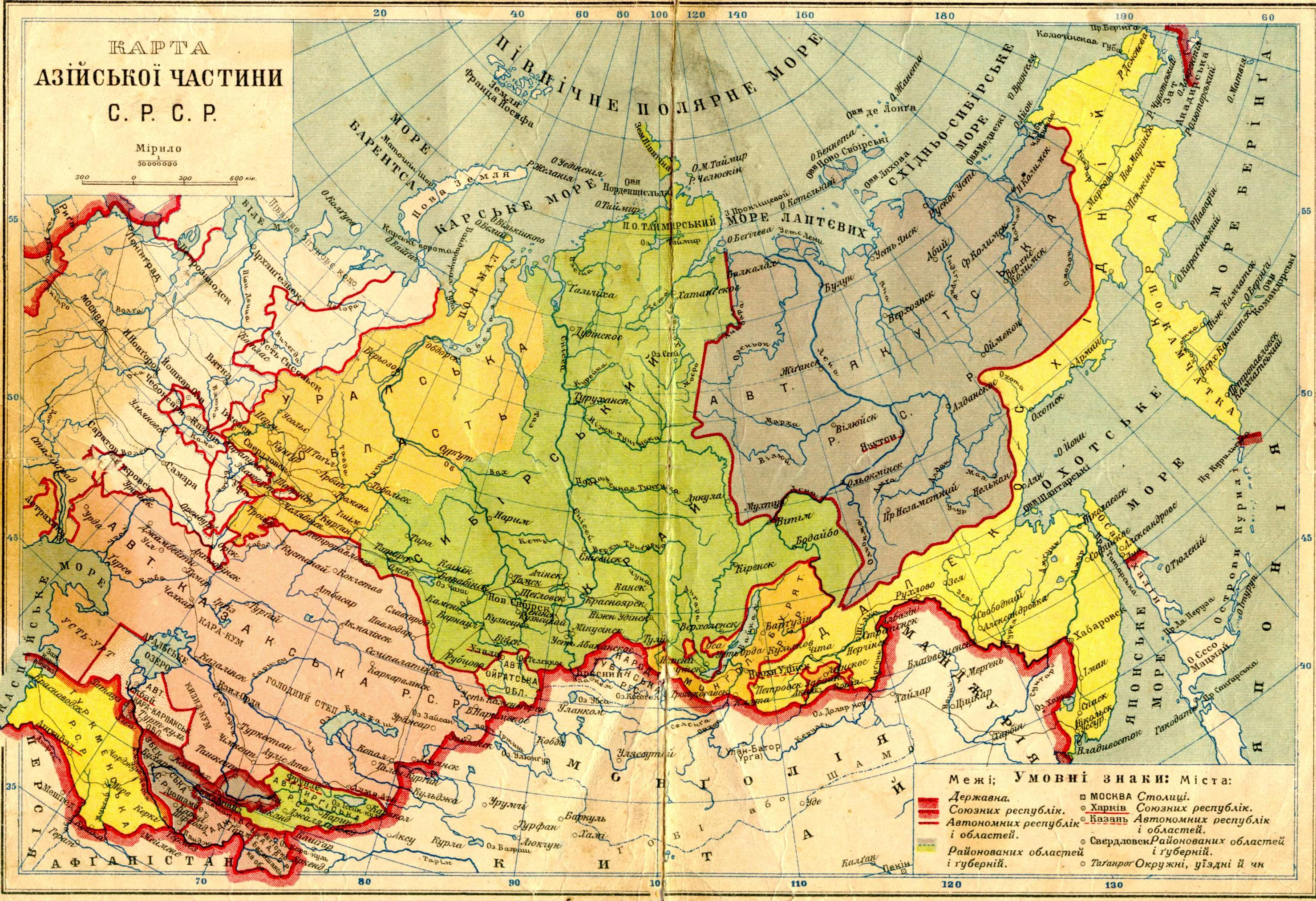
1929年的布里亞特蘇維埃社會主義自治共和國

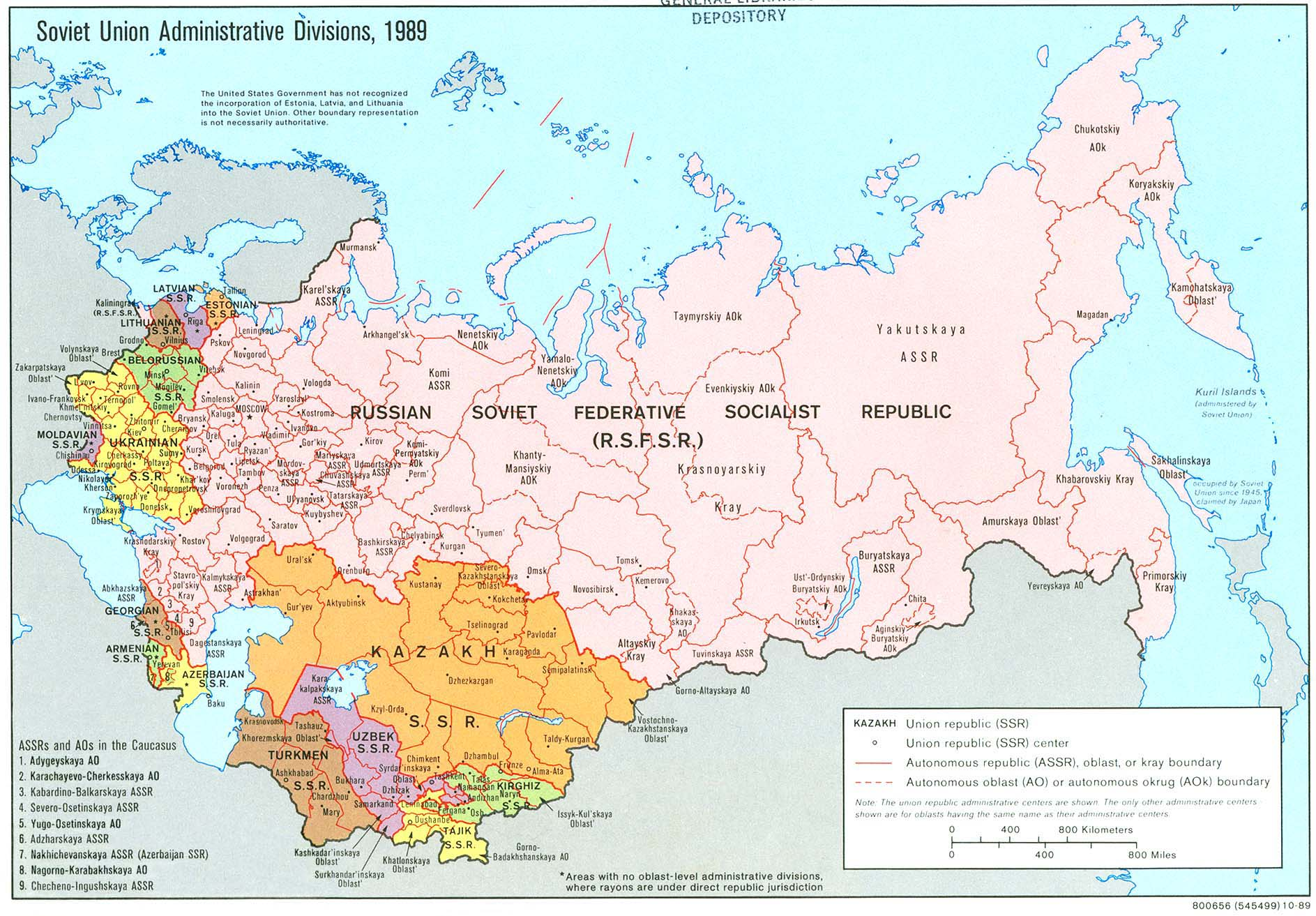
1989年的布里亞特蘇維埃社會主義自治共和國

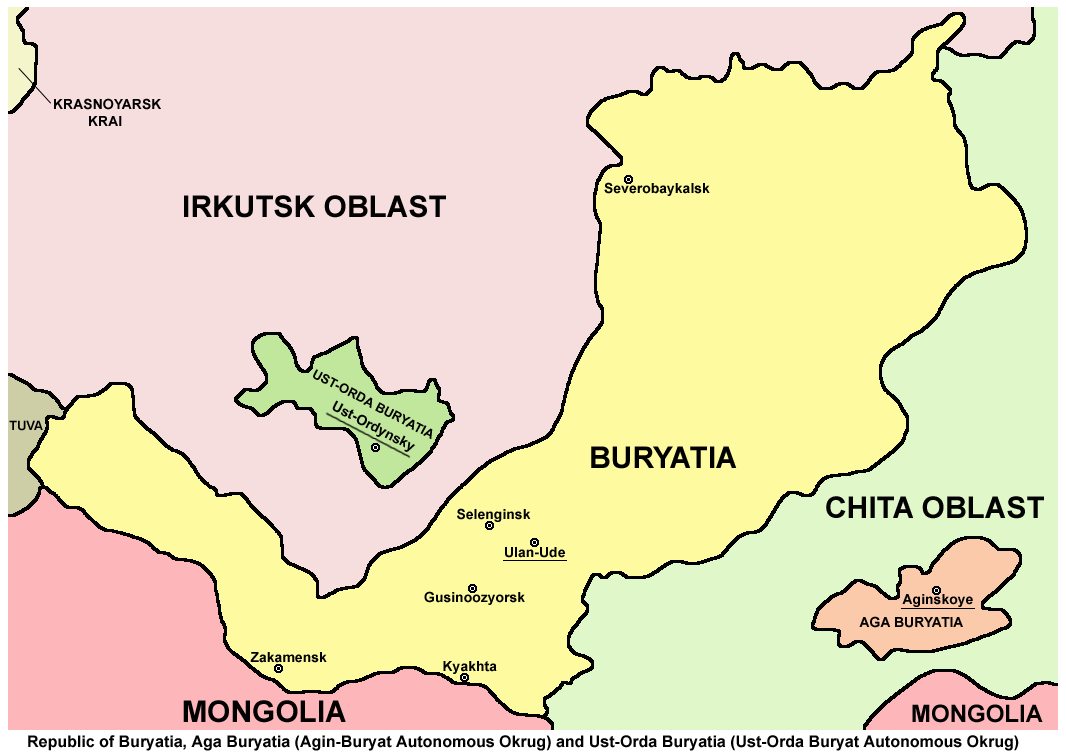
直到2008年的布里亞特共和國與相鄰的阿加布里亞特區和烏斯季奧爾登斯基布里亞特區地圖

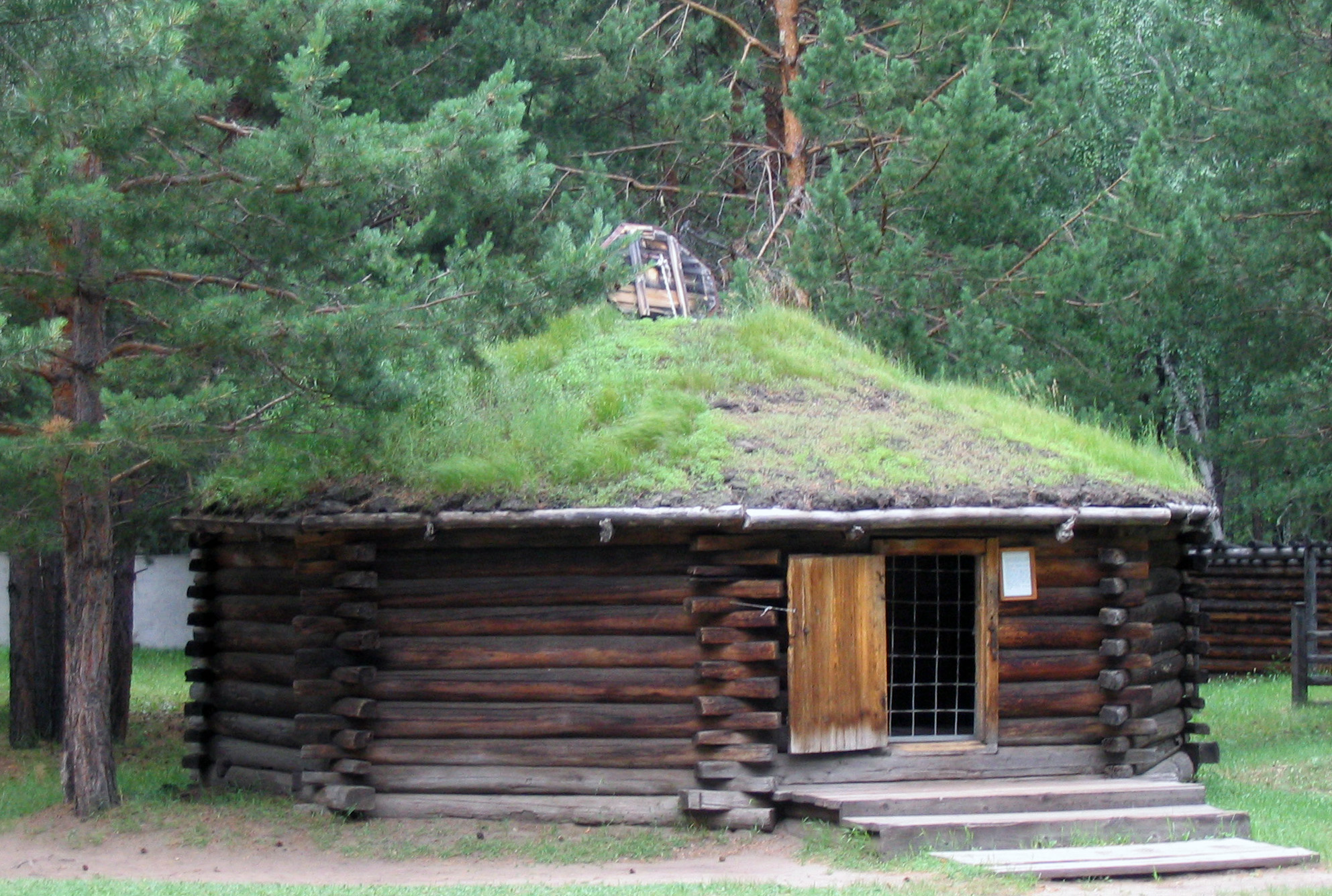
傳統布里亞特木屋

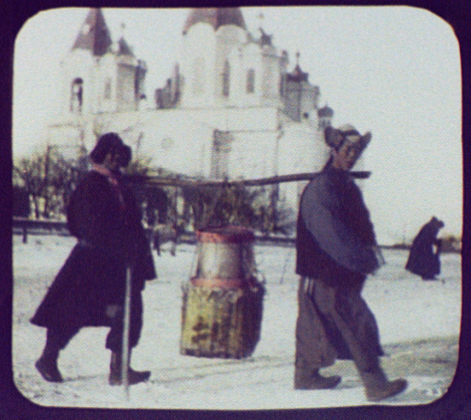
布里亞特男人挑著生活用品

布里雅特人的祖先可能是唐代的骨利干，他們是鐵勒部落聯盟的一部分，而鐵勒來自丁零。
《元朝秘史》记载成吉思汗的長子朮赤于“兔儿年”（1207年）率领右军，来到失黑失惕地面征服了斡亦剌惕、不〈舌〉里牙惕、巴儿〈中〉浑、兀〈舌〉儿速惕、〈中〉合卜〈中〉合纳思、〈中〉康〈中〉合思、秃巴思等统称“林中百姓”。此時的不里牙惕居住在贝加尔湖以西的安加拉河及其支流，而临近的巴尔浑居住在貝加爾湖以西和以东的巴爾古津河谷。與巴爾虎相連的還有位於蒙古国庫蘇古爾省東部和安加拉河（Arig）沿岸的秃马惕（据称与土默特有关）。
在元代，蒙古人把他們納入草原封建帝國的政治系統內。歸岭北行省管理，元朝皇帝把黃金家族中的小汗（合撒兒後王封地）派到那裡行政，並傳授先進的草原封建社會或中原的生產技術，使森林中部落人口不減反增，成為一個新的蒙古人口殖民區，成為蒙古共同文化圈的一部分，已經具有行政單位的性質。
不里牙惕在元朝滅亡後加入了瓦剌部。噶班沙喇布1737年成书的《四卫拉特史》中记载四卫拉特“第一是厄鲁特，第二是辉特与巴图特，第三是巴尔虎与布里亚特，第四是杜尔伯特、准噶尔、和硕特与土尔扈特”。
貝加爾湖周圍的地區曾经屬於瓦剌、喀尔喀及阿噜科尔沁部等蒙古部落。贝加尔湖东岸的巴尔虎人向東遷移到大興安嶺到额尔古纳河之間的土地上。大約1594年，他們中的大多數逃回阿加和涅尔琴斯克，以逃避達斡爾人的征服。1689年和1727年，當貝加爾湖兩側的領土與蒙古分開時，領土和人民正式通過條約併入俄羅斯國家。現代的布里亞特部落，是在俄羅斯控制下重整的。從17世紀中葉到20世紀初，布里亞特人口從77,000（27,700-60,000）增加到300,000。
當俄罗斯沙皇国在1609年擴展到外貝加爾（東西伯利亞）時，哥薩克人發現，當地稱為布里亞特的部落只有一小部分部落用蒙古語。當時，大多數布里亞特人講的是突厥語或通古斯語。除了與布里亞特合併的真正的布里亞特-蒙古部落（布拉加德，霍里，伊赫特等）之外，布里亞特還同化了其他團體，包括衛拉特、喀爾喀、通古斯人等。1631年，俄羅斯人到達葉尼塞河支流通古斯卡河上游，立即與布里亞特人發生衝突。当时的布里亚特是喀尔喀蒙古土谢图汗的属民。經過25年的戰爭，布里亞特人被完全壓服，才臣服於俄國。但其中一部分反抗俄國到底，向南移入外喀爾喀領地。《恰克圖條約》签署後清朝承認其歸俄羅斯帝國。其民族形成過程在17世紀基本完成，是西伯利亞較俄化的部落，後來成為泛蒙古主義的支持者之一。另外一部分布里亞特人，當清軍在黑龍江以西打敗俄國人時投向中國，被賜名「新满洲」，編入巴爾虎八旗，並安置在呼倫貝爾的大兴安岭以西地區，今分布在中國的內蒙古自治區，人數不多。
布里亞特文化的歷史根源與蒙古有關。在布里亞特被併入俄羅斯之後，它有了兩種傳統宗教：佛教和基督教（俄罗斯东正教）。貝加爾湖以西的布里亞特和奧爾洪島（伊爾庫特布里亞特）更加「俄羅斯化」，他們迅速放棄了農業游牧，而東部（外貝加爾山脈）布里亞特人更接近喀爾喀，可能仍住在蒙古包，且大部分是佛教徒。1741年，藏传佛教被認為是俄羅斯的官方宗教之一，並建立了第一個布里雅特扎倉（佛教寺院）。19世紀下半葉和20世紀初是布里亞特佛教（1914年在布里亞特有48個扎倉）的成長時期，佛教成為布里亞特文化發展的重要因素。
由於他們騎術和作戰能力精良，許多人被徵召進阿穆爾哥薩克的軍隊。在俄羅斯內戰期間，大多數布里亞特人選擇了男爵羅曼·馮·恩琴和謝苗諾夫一方的白軍，與軍隊中的其他民族相比，他們經常得到更好的照顧。革命後，大多數喇嘛都忠於蘇維埃政權。1925年，布里亞特地區開始了反對宗教和神職人員的鬥爭。扎倉逐漸關閉，神職人員的活動受到限制。因此，在20世紀30年代後期，佛教信徒不復存在，許多文化遺產被摧毀（在第二次世界大戰期間有嘗試振興佛教，並於1946年重建完成）。自1980年代後期以降，佛教的復興成為國家鞏固的重要因素。在30年代，布里亞特 - 蒙古被用於蘇聯研究，來反對納粹理論。蘇聯醫生研究了俄羅斯、布里亞特 - 蒙古和俄羅斯 - 布里亞特 - 蒙古工人的「耐力和疲勞程度」，證明三個種族具有同樣的能力。1923年，「布里亞特-蒙古自治蘇維埃社會主義共和國」成立，其中包括貝加爾省和部分俄羅斯地區。1929年，布里亞特人開始反抗共產統治，但紅軍迅速壓制了叛亂，布里亞特人死傷超過三萬五千人。難民逃往蒙古並定居。
1937年，為了驅逐布里亞特人，史達林將布里亞特-蒙古自治蘇維埃社會主義共和國的部份行政區分離出來，組成了烏斯季奧爾登斯基布里亞特自治區和阿加布里亞特自治區。與此同時，布里亞特中的一些人被排除在外。由於擔心民族主義影響，史達林主義使得超過萬名布里亞特人喪生。而這也蔓延到蒙古，被稱為大鎮壓。 1958年，布里亞特蘇維埃社會主義自治共和國從名稱中刪除了“蒙古”。於1990年宣布其主權，並於1992年確定了布里亞特共和國的名稱。共和國的憲法於1994年由人民議會通過，並於1995年與俄羅斯聯邦簽署了雙邊條約。

## 社會、家庭與婚姻

### 親屬關係
在俄羅斯人到來之前，布里亞特分散在大草原上的半游牧群體中。在精神和社會方面，親屬在布里亞特社會中非常重要。布里亞特人將他們的血統追溯到一個神秘的個體。
此外，他們藉由祖先與生存區域，追尋自己的系譜，來塑造自己的神話體系，也會因為諸如居住地相鄰等，來連接他們的關係。
關係群體的塑造上，會因為相同的游牧地區來建構氏族，但如果氏族是藉由這樣的聯繫而產生，他們的親屬關係也是相對鬆散的。

### 婚姻
主要由家庭安排，最早可能在一至兩歲。有一種傳統的婚姻被稱為「Kalym」，是結合聘禮和嫁妝的交換模式。Kalym讓丈夫為他的新娘家裡帶來某個數量的牛，而新娘的家人將以蒙古包，和其他必需的家居用品作為嫁妝。如果丈夫沒有足夠的牛，將以服務新娘一段時間作為替代。
一夫多妻制被接受，但只有富有的人才能承受擁有多個妻子的代價。婚禮有些儀式；例如新娘用三塊脂肪在新郎帳篷裡點燃火，並在新郎父親的衣服撒上油脂。 俄羅斯人的到來，使Kalym的運作方式產生巨大變化，金錢成為交換的重要組成部分。隨著時間的推移，新娘的價格顯著上升，如在1990年代，新娘價格來到了400至600盧布和86至107頭牲畜。而70年前，最多的一次，也不過是在某個西部地區給了100頭牛。隨著情況的惡化，許多男子與富裕的牧場主人簽訂了多年的工作契約，而雇主承諾會幫助他們獲得妻子。隨著時間的推移，Kalym系統失寵了，取而代之的是基於求愛和浪漫情懷的婚姻。
在蒙古草原上的布里亞特人，有些仍保留了傳統游牧民族的婚禮風俗，如獻哈達、送親(又稱「訥利祥」)以及歌舞等。

## 產業與生活
傳統上，布里亞特人是半游牧民族。傾向於放牧大群牛，羊，山羊和駱駝。
布里亞特非常依賴當地資源來補充他們的生活所需，故狩獵和漁業也很重要。在俄羅斯化之後，畜牧業逐漸被農業所取代。
今天的布里亞特人仍有許多農業人口，農村人口保留著祖先的生存模式。
布里亞特共和國內含有豐富礦藏與林業資源，環繞著這些一級產業，衍生出許多相關的經濟特區。其富含礦類有鎢、鉬、金、褐煤、鐵礦、霞石正長岩、石墨、石棉、石灰岩等。

## 信仰與節日

### 傳統信仰
布里亞特傳統上實行薩滿教，重點是對自然的崇拜。布里亞特薩滿教的核心概念是物質和精神世界的“三重分裂”。精神世界中有三個部門：騰格里，孛额（bōxoldoy）和低階靈體。這些靈體分別是人類的最高統治者，平民的靈體和奴隸的靈體。
與此同時，人類被分為三個部分：身體（beye），男人的“呼吸和生命”以及靈魂。靈魂進一步分為三個部分：第一個靈魂包含在整個骨架中，對它的傷害會損害靈魂。所以，若有涉及犧牲動物的儀式需要非常小心，不要傷害骨頭，以免被神靈拒絕。第二個靈魂被認為有能力離開身體，轉化為其他生物，並儲存在器官中。至於第三個靈魂與第二個靈魂相似，但它標誌著生命的終結。而三倍數對於布里亞特來說是非常神聖的。這個例子包括三個主要的年度犧牲儀式、巫師延長病人三或九年生命、騰格里的總數為99以及無數其他例子。薩滿分為兩類：北極地區的大巫師和針葉林部族裡的小巫師。
薩滿可能與神經錯亂有關，尤其某些情況下易發作。薩滿祭司也分為召喚善良精神的「白色」巫師和召喚邪惡的「黑色」巫師。至於黃色薩滿教是指受佛教影響的一種。薩滿信仰有治療的功用，特別是在心理疾病方面。布里亞特薩滿教不一定是親屬傳承而來（當然，是薩滿的後代則更受歡迎）。不同傳統群體之間的理念可能存在差異，並且對某些信仰和行為模式並沒有確切的共識。例如，沿著庫達河以西的布里亞特人相信，有第三個靈魂的轉世，這可能是他們接觸佛教的結果。

### 現今
今天布里亞特共和國的宗教主要為俄羅斯正教會東貝加爾湖畔多為藏傳佛教，另外少數地區仍有薩滿教信仰。

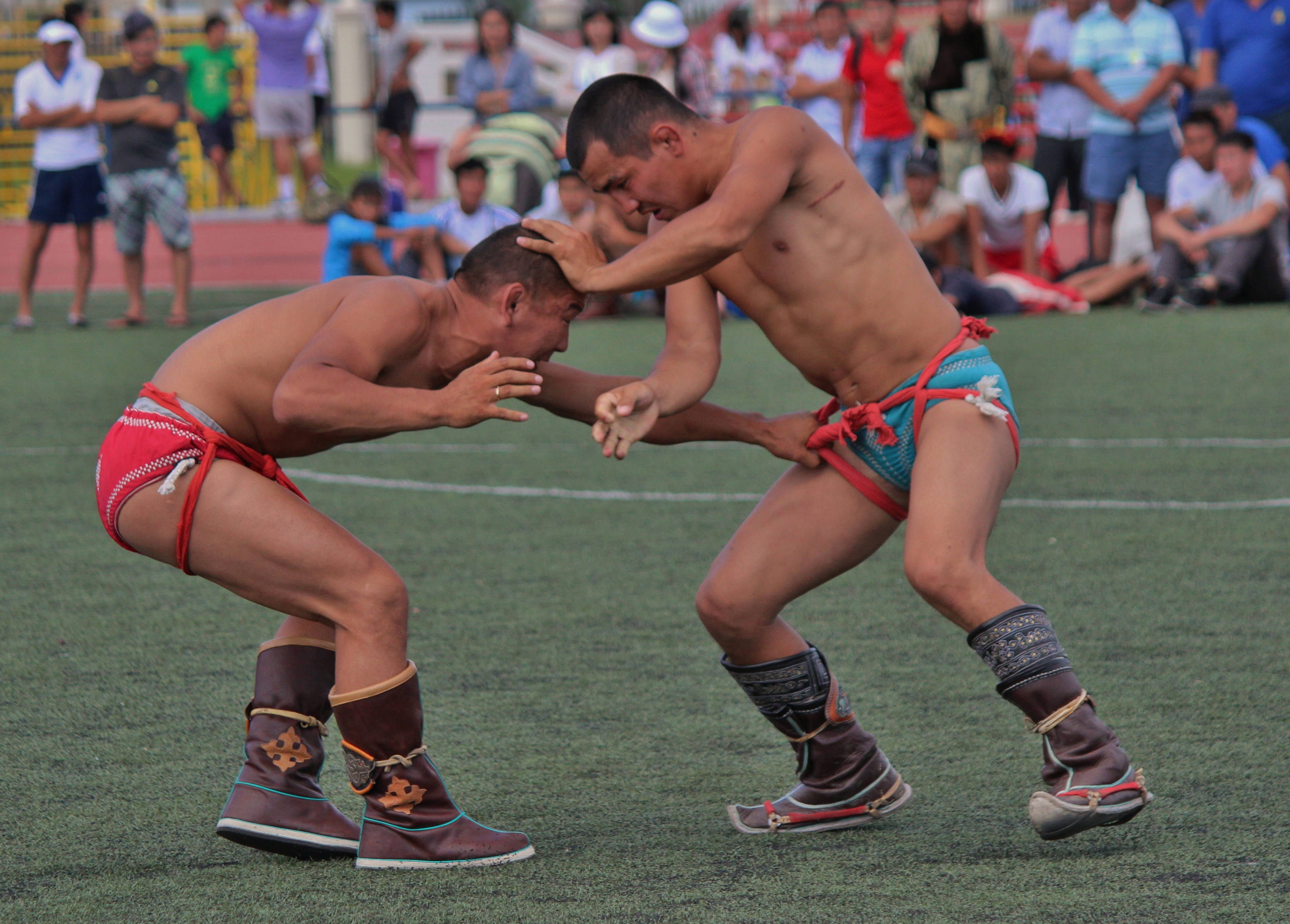
布里亞特人摔跤

布里亞特的民族傳統源於生態，因為布里亞特人的宗教和神話觀念，都是建立在自然神學的基礎上。由於游牧生活與宗教文化，其在傳統上一直非常尊重環境。然而，該地區惡劣的氣候條件也在人類、社會和環境本身間營造出脆弱的平衡。這導致了布里亞特人不是為了征服自然，而是為了與它進行和諧的互動，和塑造平等的伙伴關係。因此，佛教和傳統信仰的綜合，構成了布里亞特生態的一個主要屬性。

### 節日
近似蒙古族，具有那達慕大會的傳統。为蒙古族一年一度的传统體能運動竞技节日，从传统宗教仪式“敖包塔克勒根”（敖包祭拜）发展而来，一般于每年7月至8月间举行。布里亞特的蒙古包造型較為尖銳，以麋鹿角骨裝飾，以馬尾織品為大宗，整體色調上偏棕黑，色彩繽紛的僅有四大氏族圖騰，也有以魚為圖騰的，與草原蒙古氛圍有異。

## 體質人類學上的特徵
新蒙古人种代表形态之一。此人种特征是颅型短，直鼻，眼睛大小分为小或中等，一部分人带有卷发特征，部分人带有高加索人种的特征。

## 基因
2021年的一项大规模基因研究表明，布里亚特人和蒙古族与其他蒙古语族群几乎完全具有东欧亚（东亚相关）遗传血统（约95至98%），这可以主要可以追溯到东北亚新石器时代的以粟为作物的农业人口，也可以追溯到古西伯利亚人和中国北方黄河地区的“黄河农民”。 基因证据表明，类似东北亚地区的血统在青铜时代和铁器时代分几次向西部大规模扩张。根据FST遗传距离测量，布里亚特人接近于蒙古族和通古斯民族，在东亚地区的主要民族中，布里亚特人在基因上最接近朝鲜族，其次是北方汉族、日本人和南方汉族。

## 藝術與文學

### 族群的傳說
根據布里亞特的神話，最初有十一個布里亞特部落或氏族，而它們都是同一個男人的後代，這個男人和一個神秘、美麗，白天可以變成天鵝，夜間變成女人的生物結合。
兩人結婚後，男子請她把翅膀給他，這樣她就不會變成天鵝了。然而，有人說，過了一段時間後，女人要求她的翅膀回來，飛走了，永遠不會回來。所以今天有許多不同的布里亞特部落或氏族。

### 服飾

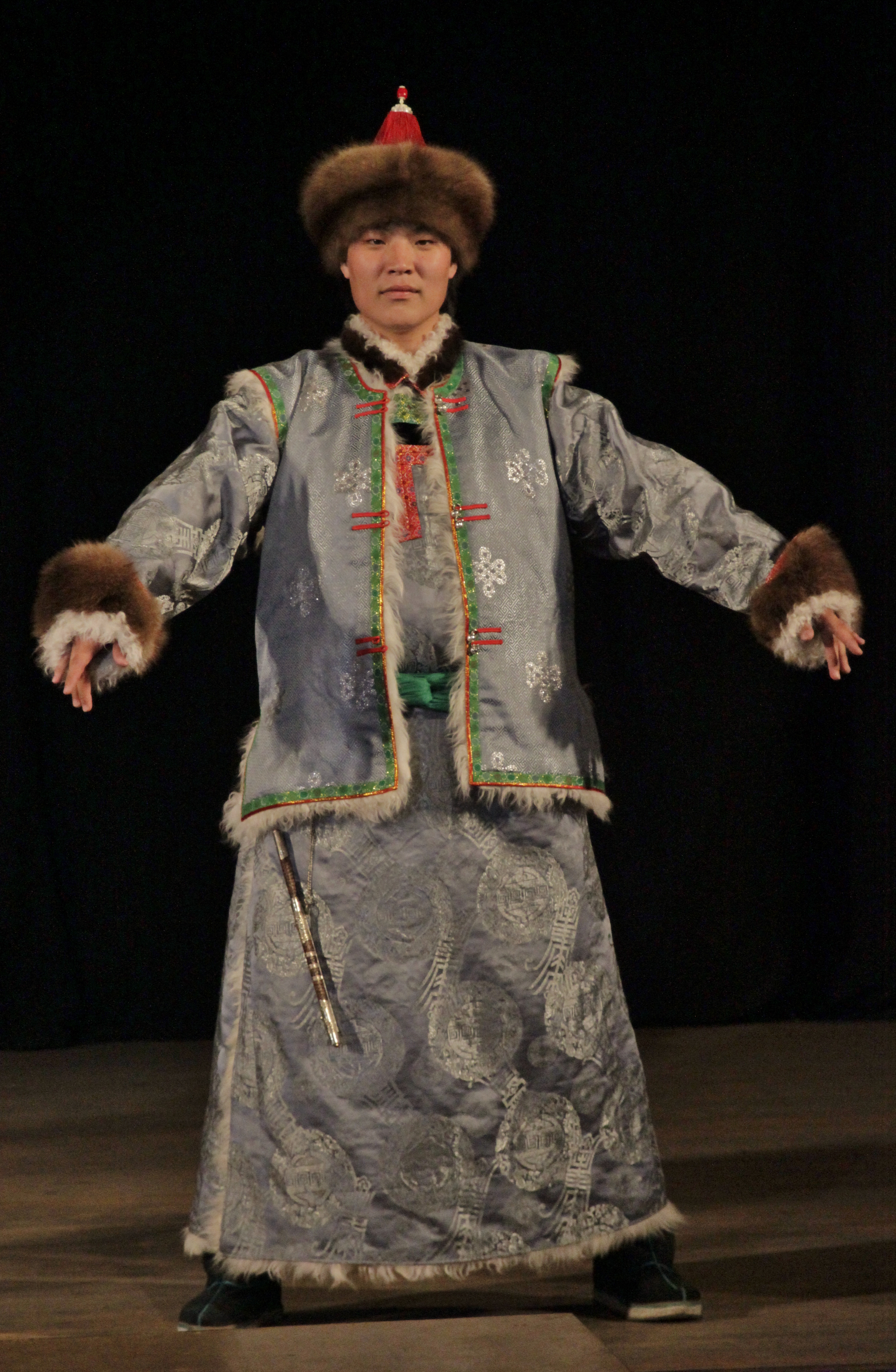
男性服飾

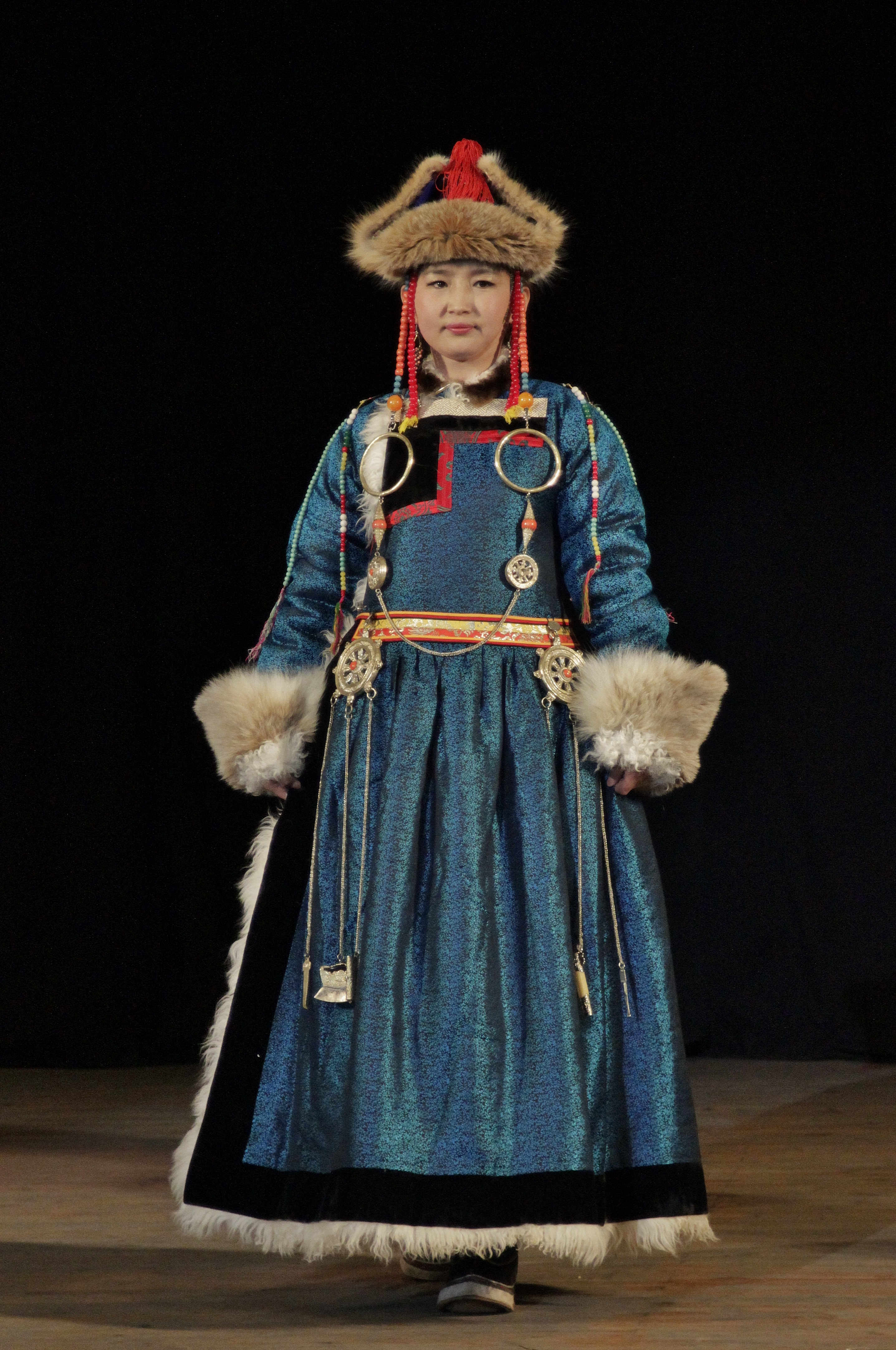
女性服飾

布里亞特蒙古人的服飾別具特色，樣式美觀大方。男人春、夏、秋三季頭戴呢子尖頂帽或前進帽，身著長袍，腰束綢帶，足蹬馬靴。女子則頭系綢巾，未婚女子多身穿溜肩式長裙，前胸打褶。已婚女子身著肩部打褶的長袍。肩部是否打褶，成為女性已婚、未婚的醒目標誌。兩種袍服均不系腰帶，與常見的蒙古袍樣式相比，別富韻致。冬季，男女均頭戴尖頂紅纓帽，腳蹬馬靴，身著皮袍或長裙。男子腰束綢帶，女子則在長袍之外再罩一件皮、棉坎肩。

## 著名人士
- 瓦萊里·因基日諾夫（英语：Valéry Inkijinoff）：法國演員
- 巴爾日尼瑪·齊列姆皮洛夫（英语：Balzhinima Tsyrempilov）：俄羅斯運動員
- 阿旺·洛桑·德爾智：第十三世達賴喇嘛的親信
- 達什·納姆達科夫（英语：Dashi Namdakov）：雕刻家
- 伊琳娜·潘塔耶娃（英语：Irina Pantaeva）：第一位亞洲超模
- 尤·伯連納：美籍俄裔演員
- 尤里·葉哈努羅夫：烏克蘭總理，任期為2005年9月8日至2006年8月4日。
- 大露羅敏：本名安納托利·瓦列利耶維奇·米哈漢諾夫（Анатолий Валерьевич Михаханов），曾是日本最重相撲力士，於2018年退役。
- 格里戈里·米哈伊洛維奇·謝苗諾夫：俄國白軍領袖。
- 娜然：俄罗斯模特、女演员。
- 狼雅外喜義：大相撲力士，俄裔蒙古國人，布里雅特人與圖瓦人混血。

## 現況
有以自己族群為名的國家布里亞特共和國，享有自治權利，擁有憲法、立法權、法規和執行權力機構。產業豐富多樣。
飲食方面，平日主食多以本民族的麵食、肉類等為主，其他則是俄羅斯飲食如濃湯、冷食和麵包等。

## 註解
1. ↑  Ethnic groups in Russia （页面存档备份，存于）, 2010 census, Rosstat. Retrieved 15 February 2012 （俄文）
2. ↑   (PDF).   [2019-09-23]. （原始内容存档 (PDF)于2013-10-25）.
3. ↑  .   [2019-09-23]. （原始内容存档于2016-03-03）.
4. ↑  傅恒.  68. 1770 （lzh）.
5. ↑   （mnc、cmg、俄语及lzh）.
6. ↑  图丽琛.  （mnc及lzh）. 鄂遼漢洲居北海兒湖內之東北濶五十餘里長二百餘里其洲之上有山岡產杉松榆樹叢栁並各種野獸布拉特蒙古五十餘户遊牧于此畜牛羊馬匹
7. ↑  图丽琛.  （mnc及lzh）. 布喇忒索倫鄂斯提牙斯科兀良海齊爾給斯等打牲人令其交納貂鼠狐狸銀鼠灰鼠皮張不打牲之布喇忒索倫等人每嵗人各納銀錢二百文
8. ↑  The New Encyclopædia Britannica, 15th Edition. (1977). Vol. II, p. 396. ISBN 0-85229-315-1.
9. ↑  南扎托夫, 巴伊尔·佐里克托耶维奇.  [19 世纪的伊尔库茨克布里亚特人：族群构成与人口分布]. 乌兰乌德: 俄罗斯科学院西伯利亚分院布里亚特科学中心出版社. 2018 （俄语）.
10. ↑  南扎托夫, 巴伊尔·佐里克托耶维奇.  [19 世纪的外贝加尔布里亚特人：族群构成与人口分布]. 乌兰乌德: 俄罗斯科学院西伯利亚分院布里亚特科学中心出版社. 2016 （俄语）.
11. ↑  . Ethnologue.com.   [2012-08-13]. （原始内容存档于2012-10-14）.
12. ↑  . www.unesco.org.   [2019-04-19]. （原始内容存档于2020-03-18）.
13. ↑  周晓岩. . 《内蒙古艺术学院学报》. 2021年, (第3期): 13–21.
14. ↑  .   [2019-09-23]. （原始内容存档于2016-03-05）.
15. ↑  Haenisch, Erich. . Leipzig. 1948: 112 （德语）.
16. ↑  Kyzlasov, Leonid. . Abakan. 1989: 58.
17. ↑  C.P.Atwood-Encyclopedia of Mongolia and the Mongol Empire, p. 61
18. ↑  噶班沙喇布. 由乌力吉图翻译. . 蒙古学资料与情报: 7.
19. ↑  Традиционная материальная культура бурятского этноса Предбайкалья. [永久] Этногенез и расселение. Средовая культура бурят (俄语)
20. ↑  .   [2019-09-23]. （原始内容存档于2006-11-10）.
21. ↑  . www.ugaizam.narod.ru.   [2024-12-22]. （原始内容存档于2019-12-25）.
22. ↑  University of Pittsburgh. University Center for International Studies, Temple University-Russian history: Histoire russe, p. 464
23. ↑  .   [2023-01-05]. （原始内容存档于2011-12-09）.
24. ↑  Hirsch, Francine. . Slavic Review. 2002, 61 (1): 30–43. JSTOR 2696979. doi:10.2307/2696979.
25. ↑  James Stuart Olson, Lee Brigance Pappas, Nicholas Charles Pappas-An Ethnohistorical dictionary of the Russian and Soviet empires, p. 125
26. ↑  NEWYEAR, TRISTRA. . Inner Asia. 2009, 11 (1): 5–22. ISSN 1464-8172. JSTOR 23614933. doi:10.1163/000000009793066596.
27. ↑  Khangalov, M. . Ulan-Ude: Buriatskoe knizhnoe izdatel'stvo. 1958: 57.
28. ↑  Esuna Dugarova. Buryatia – a symbol of Eurasia in the heartland of Baikal. （页面存档备份，存于） UN Special.
29. ↑  .   [2019-09-23]. （原始内容存档于2020-09-20）.
30. ↑  Wang, Chuan-Chao; Yeh, Hui-Yuan; Popov, Alexander N.; Zhang, Hu-Qin; Matsumura, Hirofumi; Sirak, Kendra; Cheronet, Olivia; Kovalev, Alexey; Rohland, Nadin; Kim, Alexander M.; Mallick, Swapan. . Nature. March 2021, 591 (7850): 413–419  [2025-02-14]. Bibcode:2021Natur.591..413W. ISSN 1476-4687. PMC 7993749 . PMID 33618348. doi:10.1038/s41586-021-03336-2. （原始内容存档于2021-07-31） （英语）.

## 外部連結
- «Мир в лицах»: фотограф полгода путешествовал по Сибири, где заснял представителей коренных народов России （页面存档备份，存于）